# وادي العجام (صحار)
وادي العجام منطقة سكنية تقع في ولاية صحار، التابعة لمحافظة شمال الباطنة في سلطنة عمان. يقدر عدد سكانها بـ 6 نسمة حسب إحصاء عام 2010 التابع للمركز الوطني للإحصاء والمعلومات الحكومي. رمز المنطقة هو 60130280.

## الوصلات الخارجية
- المركز الوطني للإحصاء والمعلومات، سلطنة عمان